# Övpárkány
Az övpárkány (osztópárkány, választópárkány) az épület homlokzatán végighúzódó, annak síkjából kiemelkedő vízszintes tagoló elem, ami az emeleteket vagy a homlokzat egyes részeit választja el egymástól. Gazdagon tagolt formája (golyvás párkány) a barokk építészetben terjedt el.